# Jesús María de Jesús Moya
Jesús María de Jesús Moya (ur. 28 listopada 1934 w Sabana Angosta) – dominikański duchowny rzymskokatolicki, w latach 1984-2012 biskup San Francisco de Macorís.

## Życiorys
Święcenia kapłańskie przyjął 18 marca 1961. 13 kwietnia 1977 został prekonizowany biskupem pomocniczym Santiago de los Caballeros ze stolicą tytularną Maxita. Sakrę biskupią otrzymał 21 maja 1977. 30 kwietnia 1984 został mianowany biskupem San Francisco de Macorís. 31 maja 2012 przeszedł na emeryturę.